# 延平卫
延平卫是明代至清初的一处卫所。
洪武元年（1368年）置，治所在今福建省南平市东，属福建行都指挥使司管辖，领将乐千户所、顺昌千户所。清朝顺治十八年（1661年）废。